# EDEN (LUNA SEA專輯)
《EDEN》是由日本樂團月之海所發行的第3張錄音專輯，於1993年4月21日發行。

## 曲目
全作詞、作曲及編曲：LUNA SEA
1. JESUS

原曲：J
2. BELIEVE

原曲：SUGIZO。

為同年發行的首張單曲作品。
3. Rejuvenescence
原曲：INORAN
4. RECALL
原曲：INORAN
5. ANUBIS 
原曲：SUGIZO
6. LASTLY 
原曲由INORAN所作，最初收錄於地下時期（indies）錄製的同名DEMO帶。
7. IN MY DREAM (WITH SHIVER)
原曲：J
第二張單曲。
8. STEAL
原曲：J
9. LAMENTABLE
原曲：INORAN
10. Providence
原曲：SUGIZO。主旋律以圓舞曲的曲調構成。
11. STAY
原曲：J